# Ulrich Ritzel
Ulrich Ritzel (* 5. Oktober 1940 in Pforzheim) ist ein deutscher Journalist und Schriftsteller.

## Leben
Ulrich Ritzel verbrachte seine Kindheit und Jugend auf der Schwäbischen Alb und lebt seit 1998 als freier Schriftsteller am Bodensee und in Laufen/Schweiz. Er studierte Jura in Tübingen, Berlin und Heidelberg. Danach schrieb er für verschiedene Zeitungen, u. a. in Mannheim, Kempten, Aichach, Nördlingen, Frankfurt (Frankfurter Rundschau), Friedrichshafen (Schwäbische Zeitung) und Ulm (leitender Redakteur bei der Südwest Presse). 1980 wurde er mit dem Wächterpreis ausgezeichnet. Zeitweise war er als Gerichtsreporter tätig.
Seit 1999 erscheinen von ihm Kriminalromane und Kriminalerzählungen, die einen Bezug zu Handlungsorten und Figuren in Süddeutschland, Berlin, Frankfurt und Mecklenburg-Vorpommern haben.
Seit 2008 leben der Autor und seine Ehefrau in der Schweiz.

## Preise
- 1980 Wächterpreis-der-deutschen-Tagespresse-Journalistenpreis[3]
- 2001 Deutscher Krimi Preis für Schwemmholz
- 2004 Burgdorfer Krimipreis für Der Hund des Propheten
- 2010 Deutscher Krimi Preis für Beifang

## Werke
- Der Schatten des Schwans, Roman. Lengwil: Libelle 1999
- Schwemmholz, Roman. Lengwil: Libelle 2000; 2002
- Die schwarzen Ränder der Glut, Roman. Lengwil: Libelle 2001
- Der Hund des Propheten, Roman. Lengwil: Libelle 2003
- Halders Ruh, Erzählungen. München 2005
- Uferwald, Roman. München: btb 2006
- Forellenquintett, Roman. München: btb 2007
- Beifang, Roman. München: btb 2009 ISBN 978-3-442-74162-5
- Schlangenkopf, Roman. München: btb 2011
- Trotzkis Narr, Roman. München: btb 2013
- Nadjas Katze, Roman. München: btb 2016
- Die 150 Tage des Markus Morgart, Roman. München: btb 2019